# 軍オタが魔法世界に転生したら、現代兵器で軍隊ハーレムを作っちゃいました!?
『軍オタが魔法世界に転生したら、現代兵器で軍隊ハーレムを作っちゃいました!?』（ぐんオタがまほうせかいにてんせいしたら、げんだいへいきでぐんたいハーレムをつくっちゃいました）は、明鏡シスイによる日本のライトノベル。『小説家になろう』にて2013年11月から2020年1月まで連載され、書籍版が富士見ファンタジア文庫（KADOKAWA）より2014年10月から2017年12月まで刊行された。イラストは硯が担当。2023年4月時点でシリーズ累計部数は130万部を記録している。
メディアミックスとして、コミカライズ版が『月刊ドラゴンエイジ』（KADOKAWA）で2015年7月号から2023年4月号まで止田卓史により連載・単行本化された。

## あらすじ
前世での生き方を後悔しながら、異世界に孤児として転生したリュート。彼は人を助けるために強くなろうと決意し、魔術を身に付けようと思うが、才能が無く別の方法を考えながら生活していた。そんな時、孤児院のエル先生から魔術液体金属の話を聞いた彼は、軍事オタクだった前世の知識を生かし、現代兵器を作ろうと考える。当然問題は山積みだが、前世の知識と努力で少しずつ解決していく。
幼なじみのスノーの勉強を見たり、銃器の開発と射撃練習を行っていたある日、リュートはゴブリンの襲撃を受けるが、自身の作ったリボルバーS&W M10を使い、危機を退ける。孤児院を卒業し、冒険者としての道を歩みだした彼は、さまざまなトラブルに巻き込まれながらも、その都度新たな兵器を開発・製造して危機を乗り越え、その過程で仲間を増やしていく。
やがては自らの軍団「PEACEMAKER」（ピースメーカー）を持つまでになるが、その後も数々のさらに大きなトラブルに巻き込まれ、ついには世界全体をゆるがす陰謀の渦へと巻き込まれてゆく。

## 登場人物

### PEACEMAKER（ピースメーカー）
リュート・ガンスミス
本作の主人公。前世では堀田葉太、27歳独身高校中退で東京・大田区にある金属加工工場に7年務めていた自称「軍オタ」。仕事帰りに相馬亮一に殺害され、堀田葉太の記憶を所持したまま転生した。魔力量はC。今はなきケスラン王国の王シラック・ネロ・ケスランの忘れ形見であり、右肩に王家の血筋である証の黒い星型の痣がある。赤ん坊の頃に孤児院に拾われ、そこで育った。
魔術の才能は無いが、工作機械がなくてもイメージするだけでイメージ通りの形になる「魔術液体金属」という希少な魔術道具を使用して銃器開発をしている。魔術液体金属はイメージした形になり一度形を固定したら二度と魔術液体金属に戻らないが、魔力を注いだ分だけ強固になる性質を持つ。製造できるのはリュートの他はその教えを受けたメイヤとルナのみである。自己訓練で魔力のコントロールができ、肉体強化とシールドは使える。
異常なまでに「ウォッシュトイレ」にこだわり、それを普及させようと暴走することがしばしば。
主な武器はAK-47（アサルトライフル）。

スノー・ガンスミス
本作のメインヒロインで、リュートの第1夫人。同じ孤児院で育った白狼族の幼なじみ。魔力量はA-で、氷結魔術が得意。小さいころからリュートのお目付け役をしていたが、ゴブリンの襲撃事件から好意が明白になり、リュートの側にぴったりくっつき匂いを嗅ぐ習性が付く。リュートのことが好きすぎてアホの子になる事もしばしば。
武器はS&W M10 2インチ（リボルバー）で、のちに専用のAK-47も所持・使用している。
クリス・ゲート・ブラッド
第2夫人。ヴァンパイア族のダン伯爵とその妻セラス（#その他参照）の娘。魔力量はCだが、吸血鬼としても飛び抜けた視力と夜目を持つ。魔術の才能が無いことでいじめに合い引き籠ってしまったが、リュートの世話のおかげで外に出られるようになる。ブラッド伯爵家を取り戻すためにリュートに銃器の扱い方を教えられ、最強の狙撃者（スナイパー）となる。
メイヤ・ドラグーン
リュートの弟子である竜人族の女性。一方で、PEACEMAKERのメインスポンサーでもある。「魔石姫」の異名を持ち、魔術道具開発者として天才の名をほしいままにしていたが、自分より遥かに高度な魔術道具を開発・製造するリュートに心酔し、強引に弟子入りする。
リュートの妻の座を狙っているが、リュートからは「色々重い」と言われ、第1夫人のスノーからは「ちゃんと決着をつけてない人にリュート君の奥さんは勤まらない」と言われ、結婚を認められずにいるうちに後から出会ったリース、ココノに先を越されてしまう。
リース・エノール・メメア
ハイエルフによって構成されるエノール王国第2王女で第3夫人。
100歳を超えたハイエルフは「精霊の加護」という能力が1つ与えられ、リースが与えられた能力は「無限収納」。この能力は「生きているもの」以外なら無制限に出し入れでき、収納したものは取り出すまで全く劣化しない。とはいえ一カ所に居る限りほとんど役に立たない能力で、他のハイエルフから無能扱いされて「傾国姫」とすら呼ばれていた。しかしリュートたちと出会ったことでPEACEMAKERの「歩く巨大兵器庫」として役立ち、エノールの地にある結界石に封印されていたのが解放された無限龍（インフィニット・ドラゴン）の無力化にも多大に貢献した。
武器は汎用機関銃PKM。
シア
ダークエルフの護衛メイド隊長。魔力量はB+。エノールでリースの侍女を務めていたが、リースがリュートと結婚したため彼女に伴ってエノールを離れ、PEACEMAKER設立に参加する。
武器は、リュートたちと出会った当初は主に双剣を使用し、無限龍（インフィニット・ドラゴン）相手に気取られずに多数の手榴弾を仕掛けるなど臨機応変。後のココリ街での依頼以降はMP5Kコッファーをベースにグレネードランチャーとワスプナイフを追加した特別製コッファーを使用している。
ココノ
第4夫人。天神教の巫女見習いだったが、神の啓示という名目でリュートの許に送り込まれてきた。実際は、天神教の勢力拡大のための政略結婚であり、リュートも当初結婚の意思はなく1か月だけの臨時雇用という形でしぶしぶ彼女を受け入れた。PEACEMAKERの一員として生活するうちに団員と打ち解け、リュートとも互いに好意を持つようになり結婚。
乗り物（リュートが作った装甲車や飛行機）の操縦に才能を見せる。
漫画には登場しない。
ルナ・エノール・メメア
エノール第3王女でリースの妹。リースが結婚してリュートたちと共にエノールを出国した際、一行の乗ったメイヤ所有の飛行船に潜入して強引に同行するが、その後ずっと竜人大陸にあるメイヤ邸に留め置かれたまま放置されていたため痺れを切らし、ココリ街へ押しかけPEACEMAKERに入団する。
「絶対記憶」と「絶対音感」の能力を持ち、リュートが部品一つ一つから組み上げた兵器を魔術液体金属から直接完成品状態にコピーすることができる。後に、PEACEMAKERの大型兵器開発研究所の、事実上の所長となる。
バーニー・ブルームフィールド
三つ目族のクリスの友人。いじめが原因で引きこもったクリスをミューア、カレンと共に支え続けた。魔人大陸の魔術学校を卒業してPEACEMAKERに入団する。体力に自信がなかったことから事務職を希望するが、入団試験終了後は歩兵を希望するまでに自信をつける。結局は事務要員がガルマ1人という実情だったため事務職となる。
ミューア・ヘッド
ラミア族のクリスの友人。魔術学校を卒業しPEACEMAKERに入団、外交担当として対外交渉や情報収集・分析の任に就いている。
カレン・ビショップ
ケンタウロス族のクリスの友人。魔術学校を卒業しPEACEMAKERに入団。
ラヤラ・ラライラ
タカ族の貴族の娘。PEACEMAKERに吸収された純潔乙女騎士団で、副団長を務めていた。実家は魔術師を多数輩出しており本人もS級の魔力値を持っている。しかしその力を有効に使うことができず、純潔乙女騎士団では肩身の狭い思いをしていた。
攻撃は魔法に限らず「呪い」と言っていいレベルで苦手で、銃を撃っても弾があり得ない方向に飛んだり作動不良を頻発させたりする。一方で、種族の特性からくる抜群の視力と高高度を長時間飛行できる能力から、狙撃時の観測手や敵の目の届かない高空からの偵察で功績をあげる。
ガルマ
エル先生の旧友である人種族の男性。顧問を務めていた純潔乙女騎士団がPEACEMAKERの下部組織として再編成されてからも顧問の座に留まり、事務職の中心となっている。

### ノワール（黒）
シャナルディア・ネロ・ケスラン
ノワールの長で、実はリュートの従姉。額にケスラン王家の血を引く者の特徴である黒い星型の痣があり、リュートの許嫁を自称している。
かつてケスランがメルティアに攻め込まれた際、逃げる途中でメルティア兵士に追いつかれ、殺される寸前でララに救われ、何故ケスラン王国がメルティアに狙われたのかを知らされる。そのため復讐と祖国復興、世界統一を目指すために「ノワール」を設立する。ララが「予知夢で見た」と言ったため、自分の計画の成功と世界を平和に導くこと、魔物大陸の奥に眠る最後の魔王の確保とコントロールが可能であると信じて疑わなかった。
しかし実際は、ララが自分の計画を遂行するために担ぎ上げられただけの、悲しき捨て駒であった。アスーラから魔法核を抜き取ったララにより攻撃を加えられ昏倒、「生夢」にかかり目を覚まさない状態になってしまう。
ララ・エノール・メメア
元エノール第1王女でリースの姉。普段は「リリ」と名乗り、黒のローブと仮面で正体を隠している。通常1つしか与えられない「精霊の加護」を「千里眼」と「予知夢者」の2つ所有している。
最後までランスに手を貸したが、リースとの戦いで敗北し、「予知夢」の能力を失った。
ノーラ
運動機能性皆無のゴスロリ衣装を着た少女。魔力に魔物が惹かれて集まるという特異体質で、魔物調教師としての技術を高めている。
ココリ街襲撃の際は残忍さを隠そうともせず立ちふるまったが、クリスに徹底的にやられて以降しおらしくなる。ララ裏切り後は、下部組織解体のためリュートたちに同行する。
トガ
トカゲのような姿をした女性型の災魔物。魔力の匂いを嗅ぎ分け、魔力を流すことで魔術の陣や魔術道具の構造をある程度理解できる特異魔術師。
魔王全盛期時代に作られた魔導甲冑を現代の魔術で再現し、ココリ街襲撃事件で大量に投入した。
ピラーニャ
ボディービルダー並みに全身を鍛えた竜人種族の女性。魔力が筋肉を溜め込み強化する特異体質で、驚異的な身体能力を持つ。能力の関係上、食事を多めに摂る大食漢。メリッサの薬により、溜め込んだ魔力を吐き出し身体機能をさらに上昇させることも可能で、傷を受けても魔力で自動的に回復できる。
ノルテ・ボーデンでリースとシアに襲いかかり圧倒、しかし最後はリースとシアの攻撃に敗れる。
メリッサ
額に角を生やす魔人種族の女性で、踊り子のような薄物の衣装を身にまとう美人。魔術師B級の魔力を持ち、独学で薬学も究める。過去、金に目のくらんだ両親に変態商人に売られ虐待された過去があるため、男性恐怖症。それでもピラーニャをはげますために薄物衣装を着る姉妹想いの性格。
ノルテ・ボーデンでは巨人族を大量に呼び寄せる禁術を展開。魔物大陸ではシアと対峙、ギギを薬で操ってけしかけたが、ダンの紳士的対応の前に破れる。ララ裏切り後は、残された姉妹のリーダー格を務める。
エレナ
前髪で顔を隠し、黒い皮の胸当てと短いスカート、多数のナイフを装備した暗殺者然とした妖精種族の女性。単語単位で会話をする。魔力を注いだ人や物を完全に他人に認識させない力を持つ特異魔術師で、シアの気配察知やスノーの嗅覚すら欺くほど強い。
魔物大陸でスノーと対峙し、あと一歩のところまで追いつめたが、スノーの「氷雪の魔女」としての奥の手の前に破れる。
ニーアニーラ
獣人種族・二猫（ふたねこ）族の少女で、尻尾が二股に分かれている。火傷を隠すため覆面で顔を覆い、全身で黒ずくめの衣装を着て、ござる口調で喋るため忍者のような印象を与える。「踊影」（ダンス・シャドー）と呼ばれる、影を操る術を使う特異魔術師。印を付けた影同士をつなぐことで瞬時に移動したり、影を持ち上げて銃弾すら飲み込んで防ぐ防御手段にしたり、多数の影をムチのようにしならせる攻撃手段にしたり、万能の戦闘手段とする。
魔物大陸でクリスと対峙し、相性の良さで攻め立てるが、クリスの驚異的な回避能力、そしてスタングレネードの特性を知らなかったことによる油断により、無力化される。
レグロッタリエ
ノワールにスカウトされ、下部組織のトップを任されていた男。実は前世でリュートとランスの人生を滅茶苦茶にした張本人、相馬亮一の生まれ変わり。
徹底した自己中心主義のエゴイストで、自分が悪いという発想そのものが無く、物事はすべて自分に都合の良いようにしか考えず、自省も反省もまったくせず、自分の不幸はすべて他人が悪いと信じて疑わない。しかも極度のサディストという、最悪の「異常性格者（サイコパス）」。
前世でランスを自殺に追い込み、リュートを殺害した結果、自分の人生をも自分で滅茶苦茶にしたが、それを「リュートとランスが悪い」と信じ込み、この異世界でもリュートとランスに「復讐」しようとする。しかし、最後はランスに「復讐の力を手に入れるためのいけにえ」にされ、魂を喰われて完全かつ永遠に消滅した。
漫画には登場しない。

### 始原（01）
アルトリウス・アーガー
神鉄（オリハルコン）クラスの軍団「始原（01〔ゼロワン〕）」の団長。魔術師ランクはS。世界最強の魔術師と目されている。
セラフィン
「始原」の獣人大陸外交・交渉担当。PEACEMAKERが確保している純潔乙女騎士団元団長ルッカの身柄引き渡しの交渉のためリュートに接触してきた。

### 北大陸
トルオ・ノルテ・ボーデン・スミス
北大陸最大の都市、ノルテ・ボーデンの現領主。次期領主の座を狙うオールによって毒を盛られ、監禁されるが、PEACEMAKERによって救出される。
オール・ノルテ・ボーデン・スミス
ノルテ・ボーデン領主トルオの長男（Web版では次男）。その傲慢な性格のためトルオから次期領主に不適当とされたが、自分に魔術師の素質がないため選ばれなかったと邪推し、父とアムを謀殺して領主の座に就こうと企てる。
アム・ノルテ・ボーデン・スミス
オールの弟（Web版では兄）で、ノルテ・ボーデンの次期領主。妖人大陸の魔術師学校では、スノーに婚約者がいることを知りながらしつこく言い寄っていた。自分が魔術師としてスノーに劣ることを自覚し、卒業後「武者修行」に出るが…。
クーラ
スノーの父。北大陸でスノーと再会する。元は小国ケスランの王に仕えていたが、隣国メルティアにケスランが攻め滅ぼされ、妻アリル、王妃サーリと逃亡中、生まれたばかりのリュートとスノーをエルの孤児院前に置き去りにした。
アリル
スノーの母。北大陸でスノーと再会する。
アイス
白狼族のアムの幼馴染。アムに片想いしている。

### その他
エル先生
兎耳の女性で孤児院の設立者。リュートとスノーの育ての親である。魔術師としてのランクはB+で治癒魔術が得意。それによって資金を稼ぎながら、孤児たちが立派に自立できるよう授業をしている。将来を誓い結婚を約束した人が居たが、出稼ぎ先で故人になっている。
ダン・ゲート・ブラッド
ヴァンパイア族。ブラッド伯爵家当主でクリスの父親。魔力量はAで肉体強化が最も強力。性格は大雑把でリュートをはじめは女だと思い込むほど楽観的だが、家族を最も大切にしている。
後にビュルッケネンとラビノが起こした戦争により魔物大陸に送り込まれる事となる。
セラス・ゲート・ブラッド
ヴァンパイア族。ダンの妻でクリスの母親。魔力量はB+。
ビュルッケネンとラビノが起こした戦争の際は一時囚われの身となるが、リュートたちの作戦による救出後は家長代理を務め、事態解決後はクリスを当主に指名し、リュートを奴隷から解放した上でリュートとクリスの結婚も了承する。
ギギ
狼族（ろうぞく）。魔力量はB+。ダンとセラスが率いる冒険者メンバーに壊滅させられた元山賊で元奴隷だが、ブラッド伯爵家に買い取られて解放され、伯爵家の警備長となる。
後にビュルッケネンとラビノにそそのかされてダン達を裏切るが、戦争がリュート達によって解決した後はセラスからダンの捜索を命じられる。
ランス・メルティア
前世でリュートの友人だったメルティア王国の王子。魔術師ランクはA+。前世での恨みと、その恨みを晴らす方法を見つけ出したことから、復讐という名の狂気に取り憑かれてしまう。
地球で復讐しようと天神の力を手にし、世界中の魔力を奪うが、リュートに倒されそうになり、混乱の中地球に転移。しかし、その時には彼が復讐しようとした相手はすべて死んでおり、人類そのものも滅亡寸前になっていた。廃墟になった地球を見て虚無状態に陥るが、1人の少女の優しさに触れ、地球と人類の再生のために残りの人生を捧げた。
受付嬢
冒険者ギルドの受付嬢。本名は不明。魔人種族で、見た目は20代前半。羊に似た角とコウモリのような羽を持つ。外見のそっくりな女性が、合わせて5人登場。全員が血縁者である。
リュートが冒険者になった当初、世話になった一人は、後に結婚願望をこじらせた結果、なぜか世界最強の存在になってしまい、世界を救う一助になった後、ドラゴン王国の王ロン・ドラゴンと結婚することになる。
ルッカ
PEACEMAKERに吸収された純潔乙女騎士団の元団長。イタチ族の獣人。過去、全盛期の純潔乙女騎士団に命を助けられ、憧れから入団。努力を重ねて団長まで上り詰めた。
落ち目だった純潔乙女騎士団に、なんとか全盛時の輝きを取り戻させようと必死になっていたが、自らの理想と美学にこだわるあまり、道を誤ってしまう。
静音暗殺者（サイレント・ワーカー）
金（ゴールド）クラスの軍団「処刑人（シーカー）」の団長。魔術師ランクはA。魔術を使うときの魔力の流れが外部に漏れるのを防ぐ「血界魔術」の能力を持ち、この能力を他者に分け与えることもできる。
天神教から依頼されたココノ殺害をPEACEMAKERに失敗させられたことから、PEACEMAKER団員の鏖殺を企図するが、返り討ちに遭い軍団は壊滅。自身もリュートに敗れ死亡した。
アイナ
スノーの魔術師学校時代の友人。人種族とエルフ族のハーフで魔術師ランクはB。学内で絶大な人気のスノーと同室だったためいろいろと苦労させられていた。

## 用語
魔術液体金属
金属スライムと呼ばれる魔物から得られる液体状の金属で希少な魔術道具なため値段が高い。一度形を固定したら二度と魔術液体金属には戻らない。魔術液体金属は特殊な金属で、触れながら武具をイメージして魔力を流すとそのモノの形になる。強度は魔力を注いだ分だけ強固になる。
重さは『Ｓ＆Ｗ　Ｍ１０』本体だけを持った時にモデルガン（HW樹脂）と同じか軽いと言っているので、鉄より軽く鉛の半分の重さくらいである。重さは変化させることが出来ない。
弾薬制作時に材質は鉛をイメージしたと記述があるが、前述の説明によりこれは強度をイメージしたことがわかる。作中で使われている弾丸（フルメタルジャケット弾）は実際の物の半分の重さのため中長距離射撃には不向きである。
軽さと強度を生かしヘルメット等の防具にも利用している。
魔術
肉体強化術、攻撃魔術、防御魔術を魔力によって使い分けることが出来る。魔力は固定静止させることが可能なため、リュートはそれを利用し発射薬を作成した。魔力理解していれば誰でも手榴弾を作れる世界であることがわかる。

## 既刊一覧

### 小説
- 明鏡シスイ（著）・硯（イラスト） 『軍オタが魔法世界に転生したら、現代兵器で軍隊ハーレムを作っちゃいました!?』 KADOKAWA〈富士見ファンタジア文庫〉、全12巻
  1. 2014年10月18日発売[14]、ISBN 978-4-04-070361-9
  2. 2014年12月20日発売[15]、ISBN 978-4-04-070362-6
  3. 2015年4月18日発売[16]、ISBN 978-4-04-070552-1
  4. 2015年8月20日発売[17]、ISBN 978-4-04-070553-8
  5. 2015年12月19日発売[18]、ISBN 978-4-04-070770-9
  6. 2016年2月20日発売[19]、ISBN 978-4-04-070771-6
  7. 2016年4月20日発売[20]、ISBN 978-4-04-070862-1
  8. 2016年8月20日発売[21]、ISBN 978-4-04-070863-8
  9. 2016年12月20日発売[22]、ISBN 978-4-04-070864-5
  10. 2017年4月20日発売[23]、ISBN 978-4-04-072262-7
  11. 2017年8月19日発売[24]、ISBN 978-4-04-072263-4
  12. 2017年12月20日発売[25]、ISBN 978-4-04-072264-1

### 漫画
- 明鏡シスイ（原作）・硯（キャラクター原案）・止田卓史（作画） 『軍オタが魔法世界に転生したら、現代兵器で軍隊ハーレムを作っちゃいました!?』  KADOKAWA〈ドラゴンコミックスエイジ〉、全15巻
  1. 2016年2月20日初版発行（同日発売[26]）、ISBN 978-4-04-070802-7
  2. 2016年8月20日初版発行（同日発売[27]）、ISBN 978-4-04-070992-5
  3. 2016年12月20日初版発行（同日発売[28]）、ISBN 978-4-04-070864-5
  4. 2017年7月7日初版発行（同日発売[29]）、ISBN 978-4-04-072349-5
  5. 2017年12月20日初版発行（同日発売[30]）、ISBN 978-4-04-072528-4
  6. 2018年7月9日初版発行（同日発売[31]）、ISBN 978-4-04-072782-0
  7. 2019年1月9日初版発行（同日発売[32]）、ISBN 978-4-04-073007-3
  8. 2019年6月8日初版発行（同日発売[33]）、ISBN 978-4-04-073207-7
  9. 2019年12月9日初版発行（同日発売[34]）、ISBN 978-4-04-073424-8
  10. 2020年7月9日初版発行（同日発売[35]）、ISBN 978-4-04-073717-1
  11. 2020年12月9日初版発行（同日発売[36]）、ISBN 978-4-04-073907-6
  12. 2021年8月6日初版発行（同日発売[37]）、ISBN 978-4-04-074174-1
  13. 2022年2月9日初版発行（同日発売[38]）、ISBN 978-4-04-074434-6
  14. 2022年10月7日初版発行（同日発売[39]）、ISBN 978-4-04-074718-7
  15. 2023年4月7日初版発行（同日発売[5]）、ISBN 978-4-04-074939-6